# Time (álbum de Third Day)
Time é o terceiro álbum de estúdio da banda Third Day, lançado a 24 de Agosto de 1999. É o primeiro disco da banda a ser lançado pela Essential Records.
O álbum retoma as raízes do rock, esquecendo um pouco o estilo grunge do último disco.
O disco atingiu o nº 63 da Billboard 200 e o nº 1 do Top Contemporary Christian.

## Faixas
1. "I've Always Loved You" - 4:27
2. "Believe" - 3:03
3. "Took My Place" - 2:14
4. "Never Bow Down" - 3:29
5. "Your Love Oh Lord (Psalm 36)" - 3:56
6. "Don't Say Goodbye"- 4:35
7. "What Good" - 3:52
8. "Can't Take The Pain" - 4:50
9. "Sky Falls Down" - 3:49
10. "Give" - 8:15

## Créditos
- Mac Powell - Guitarra acústica, vocal
- Tai Anderson - Baixo, vocal
- David Carr - Bateria, vocal
- Mark Lee - Guitarra, vocal
- Brad Avery - Guitarra, vocals